# Кораллі Володимир Пилипович
Володимир Пилипович Кораллі, справжнє ім'я Вольф Фроїмович Кемпер (18 травня 1906 — 14 квітня 1995) — радянський естрадний співак, куплетист, конферансьє.

## Життєпис
Народився і виріс в Одесі в багатодітній єврейській родині. У шестирічному віці залишився без батька. Навчався в хедері, співав у хорі Бродської синагоги. Після закінчення хедеру протягом двох років навчався у Першому казенному училищі.
На сцені дебютував у 1915 році, виступивши разом зі своїм братом Емілем в дитячій опері одеського театру «Водевіль» під псевдонімом «брати Кораллі». Відомим в Одесі та за її межами став завдяки виконанню сатиричних куплетів, написаних Максом Поляновським.
Наприкінці 1920-х років переїхав у Ленінград, де виступав у програмах мюзик-холу як куплетист.
У 1938—1939 роках виступав у джаз-ансамблі під керівництвом Якова Скоморовського, а у 1939 році створив і очолив власний джаз-ансамбль при Лендержестраді.
В роки німецько-радянської війни перебував у блокадному Ленінграді, неодноразово виїжджав з концертами на фронт. Всього за період блокади оркестр дав понад 500 концертів.
У повоєнний час об'їздив з концертами майже увесь СРСР: виконував куплети, читав фельєтони і оповідання.
Помер в Москві. Похований на Новодівочому цвинтарі.

## Особисте життя
Протягом 1930—1956 років перебував у шлюбі зі співачкою Клавдією Шульженко.

## Нагороди і почесні звання
Нагороджений орденом Вітчизняної війни 2-го ступеня (11.03.1985) і медалями.
Заслужений працівник культури РРФСР (1979).

## Кінематограф
У 1933 році зіграв роль Кості Мигуцького у фільмі Михайла Авербаха «Хто твій друг».
У 1983 році взяв участь у зйомках документального фільму «Я повертаю Ваш портрет».

## Твори
- Вл. Коралли. Сердце, отданное эстраде. Записки куплетиста из Одессы. — М.: Искусство, 1988. (рос.)